# Okres Kartuzy
Okres Kartuzy (polsky Powiat kartuski) je okres v polském Pomořském vojvodství. Rozlohu má 1121 km² a v roce 2019 zde žilo 139 397 obyvatel. Sídlem správy okresu je město Kartuzy.

## Gminy
Městsko-vesnické:
- Kartuzy
- Żukowo

Vesnické:
- Chmielno
- Przodkowo
- Sierakowice
- Somonino
- Stężyca
- Sulęczyno

## Města
- Kartuzy
- Żukowo

## Sousední okresy
| Růžice kompasu | Lębork             | Wejherowo     | Gdyně (město)  | Růžice kompasu |
| Růžice kompasu | Bytów              | Sever         | Gdaňsk (město) | Růžice kompasu |
| Růžice kompasu | Bytów              | Okres Kartuzy | Gdaňsk (město) | Růžice kompasu |
| Růžice kompasu | Bytów              | Jih           | Gdaňsk (město) | Růžice kompasu |
| Růžice kompasu | Bytów, Kościerzyna | Kościerzyna   | Gdaňsk         | Růžice kompasu |